# Écriture croisée

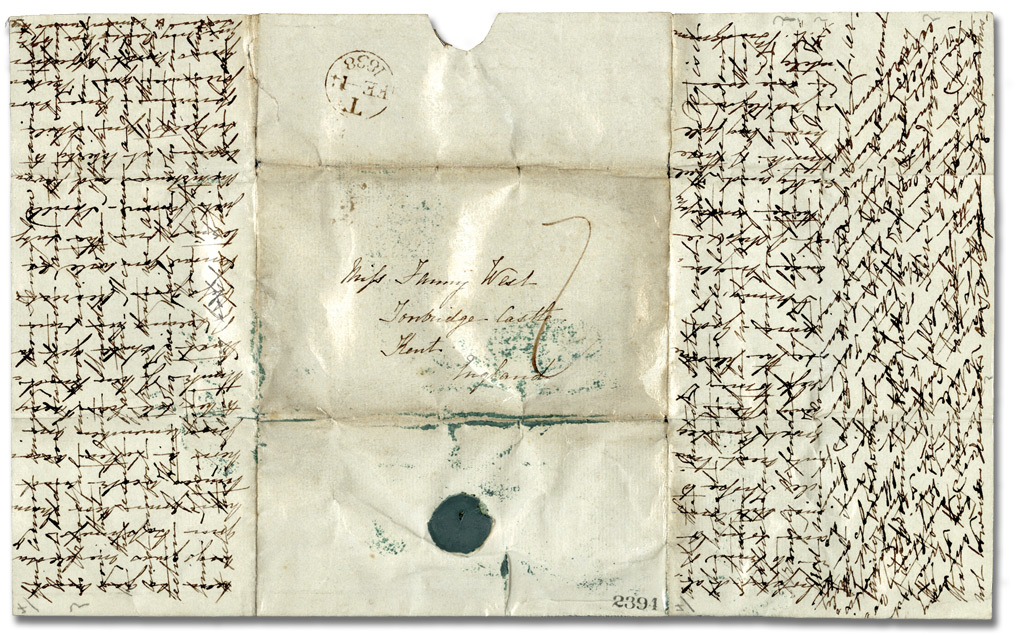
Exemple d'une lettre avec écriture croisée, 1837, Ontario, Canada

 (septembre 2022).
L'écriture croisée  est un système d'écriture manuscrite utilisé notamment au XIXe siècle en Angleterre pour la correspondance, afin d'économiser le papier et les frais d'envoi des lettres.  

## Principe
Le principe est d'écrire sur une feuille, puis de la faire pivoter de 90° pour écrire perpendiculairement aux lignes précédentes. On écrit alors deux fois et dans deux sens sur une même page. Cette technique est économique, mais elle rend la lecture du texte ardue. 

## Histoire
Avant l'apparition du timbre postal en 1840 en Angleterre, le destinataire devait régler le port dû ou les coûts de transport d'une lettre. En France, le timbre postal est mis en place par décret le 24 août 1848.

## Exemples
En Angleterre, la romancière Jane Austen évoque ce type d'écriture dans son roman Emma paru en 1815. Le poète John Keats utilise aussi cette technique pour sa correspondance en 1817. 
En Suisse, les fonds d'archives de la Bibliothèque de Genève comptent des exemples de ces lettres écrites avec l'écriture croisée, datant de 1808 à 1852.